# Spiegel (sächsisches Adelsgeschlecht)

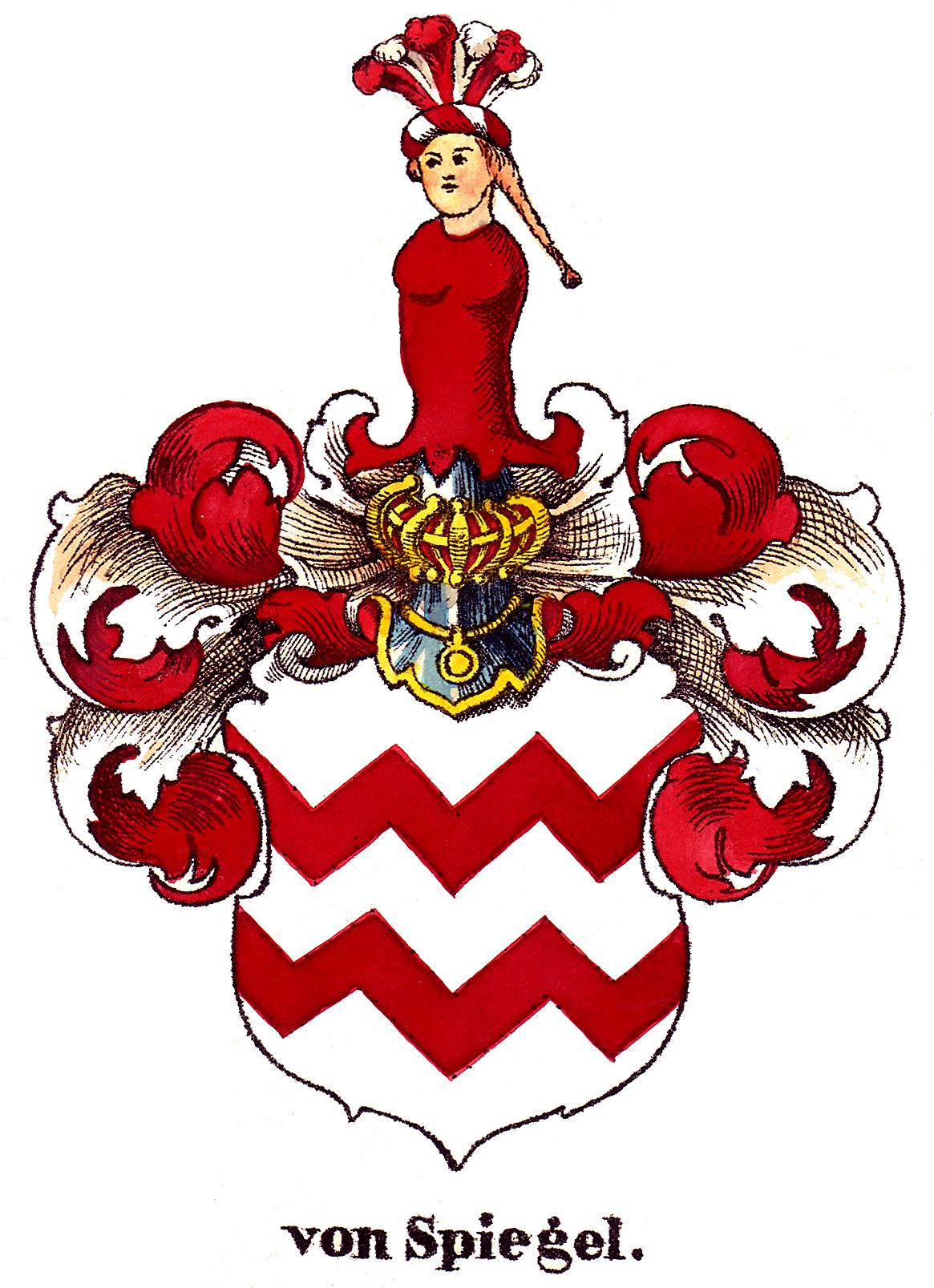
Wappen der Familie von Spiegel

Die Familie von Spiegel ist ein altes meißnisches Adelsgeschlecht. Es gibt in Deutschland verschiedene Familien von Spiegel, vgl. auch Spiegel (westfälisches Adelsgeschlecht).

## Geschichte
Ältere Autoren (v. Mülverstedt) führen die Familie auf mehrere, im 13. Jh. auf der Rudelsburg wohnhafte Burgmannen der Naumburger Bischöfe zurück: Berthold Spiegel ist 1213 letzter Zeuge in einer Urkunde Bischof Engelhards von Naumburg. Wegen Fehlens urkundlicher Überlieferungen im frühen 14. Jh. sehen neuere Forscher (Fischer, Knothe) erst Otto Spiegel (um 1349/50 zu Wengelsdorf bei Weißenfels) oder Hans Spiegel (1349/50 Besitz in Altwunschütz bei Naumburg) als mögliche Stammväter der Familie Spiegel an und lassen deren Stammfolge erst mit dem 1386 in einer Urkunde Landgraf Wilhelms I. von Thüringen erwähnten Hans Spiegel (* um 1330) beginnen. In der Folgezeit stellte die Familie häufig Amtsleute (Dietrich 1488 Amtmann zu Gräfenhainichen, 1492 kursächs. Rat;, Hans 1491/95 Amtmann zu Grimma, Hans 1491 Hauptmann zu Köpenick, 1494 zu Bötzow und Liebenwalda; Caspar 1500/30 Hauptmann zu Radeberg und Ortrandt, Otto 1525/35 Amtmann zu Leipzig, Dietrich 1532/33 Amtmann zu Leipzig, Hans 1532 Amtmann zu Leipzig, 1539 zu Schlieben und Belzig, als solcher befasst mit Fehde des Hans Kohlhase; Georg 1540 Amtmann zu Delitzsch, Asmus 1543 Amtmann zu Wittenberg, Bernhard 1563 Amtshauptmann in Potsdam, Georg 1598 Hauptmann zu Delitzsch, Bitterfeld und Zörbig) Vögte (Otto 1429/30 Vogt zu Leuchtenburg, Orlamünde und Coburg, ab 1439 kursächs. Rat) und auch kursächsische Räte (Hans 1448, Friedrich 1487, Hans 1560/70 Rat, auch Stiftshauptmann zu Wurzen) und spielte damit im 15. und 16. Jh. in Kursachsen und im Herzogtum Sachsen eine bedeutende Rolle.
1434 erwarb Heinrich (um 1390 – um 1450) die Burg Gruna bei Eilenburg als Hauptsitz der Familie.
Die Spiegel setzten frühzeitig die Reformation in ihren Ortschaften um. Asmus Spiegel (um 1490/95 – 1551) wirkte seit 1529 als Visitator bei der Umsetzung der Reformation in den Landgemeinden mit. 1664, nach dem Tod Carls von Spiegel, ging Gruna auf die Familie von Dieskau über.
Die seit 2010 für Besucher offene Kirche in Gruna zeigt 14 Epitaphe der Familie Spiegel.
Die seit 1252 in Schlesien nachweisbare Familie von Spiegel geht möglicherweise auf einen Heinrich Spiegel zurück, der 1238 als Sohn des vorgenannten Berthold Spiegel (* um 1180) belegt ist und 1250 als Zeuge in einer Urkunde des Naumburger Bischofs Dietrich II. erscheint.

## Besitzungen und Güter in Sachsen
Gruna mit den Dörfern Laußig und Mörtitz, Badrina, Hohenprießnitz, Neuhaus (abgebaggert), Paupitzsch (abgebaggert), Pristäblich, Niederglaucha, Kossa, Görschlitz, Falkenberg, Göritz, Zschettgau, Zschepen, Werbelin (abgebaggert), Selben, Grebehna, Brodau, Wölkau, Krensitz, Gollmenz, Boyda, Beerendorf, Zschortau, Püchau, das Sprödaer Holz, das Burglehen auf dem Schloss Delitzsch.

## Wappen
Das Wappen zeigt in einem silbernen Schild zwei rote Balken (Fäden). Auf dem Helm ein rot gekleideter Rumpf mit goldenem Zopf und rot-silberner Wulst, mit rot-silbernen Federn besetzt.

## Einige Namensträger
Burgmannen zu Rudelsburg:
- Berthold Spiegel, um 1213
- Henricus Spiegel, um 1238, 1250, vielleicht auch 1252

Im 15. und 16. Jh.:
- Otto Spiegel, um 1430 Vogt in Coburg
  - Dietrich Spiegel, um 1487 Geheimer Rat von Herzog Friedrich zu Sachsen
    - Asmus (Erasmus) Spiegel zu Gruna (* 1490/95 † 28. Januar 1551), Kursächsischer Rat und Hofmarschall, Amt-Hauptmann zu Wittenberg, Kirchenvisitator, Obrist und 1547 Kommandant im Schmalkaldischen Krieg; stand vor Wittenberg gegen Herzog Moritz und Kaiser Karl V., wurde 1547 dennoch neu belehnt; Frau: Anna geb. List; Kinder:
      - Philipp Spiegel zu Gruna (* 1542); I.oo Anna geb. Schleinitz; II.oo Christina geb. von Spiegel; Kinder:
        - Dietrich Spiegel zu Gruna (* 12. November 1581; † 27. November 1616)
        - Asmus Spiegel zu Gruna († 23. Dezember 1605)

      - Paul von Spiegel zu Hohenprießnitz; Kinder:
        - Hans von Spiegel; Sohn:
          - Erasmus Spiegel (* 23. Mai 1593; † 13. Februar 1617)

      - Friedrich von Spiegel; Kinder:
        - Maria Spiegel
        - Ditterich Spiegel († 1599)
        - Philipp Spiegel (* 11. November 1602, † 7. Februar 1629)
- George Spiegel, 1540 Amtmann zu Delitzsch
- Bernhard Spiegel, 1563 Amt-Hauptmann zu Potsdam
- Hans Spiegel zu Pristäblich, 1560/70 kursächsischer Rat und Stifts-Hauptmann zu Wurzen

Im 17. Jh. und später.
- Otto Spiegel zu Badrina, Kursächsischer Hof-Gerichtsbeisitzer zu Wittenberg
- Carl von Spiegel († 1664)
- Heinrich Wilhelm von Spiegel (* 22. Oktober 1765 in Schleiz, verheiratet „von Schlieben“; † 1. Dezember 1844 in Zwickau) Major und Oberstleutnant (Feldzüge 1794, 1806, (1808–1809 in Polen), 1812, 1813, 1814); Kinder:
  - Amalia Louise von Spiegel (* 7. März 1797)
  - Auguste Louise von Spiegel (* 8. April 1798)
  - Franz Hermann Karl von Spiegel (* 26. März 1800)
  - Henriette Antonia von Spiegel (* 10. November 1801)
  - Gustav Wilhelm von Spiegel (* Zwickau 29. April 1805, † Dresden 14. Juni 1873), königl. sächsischer Generalmajor und General-Adjutant (Mitglied der Bundes-Militair-Commission von sächsischer Seite und vom 9. Armeecorps)
- Emil von Spiegel, Leutnant und Landesältester, Herr auf Schurgast und Weisdorf im Kreis Falkenberg, sowie auf Spittelndorf im Kr. Liegnitz
- Wilhelm von Spiegel, Herr auf Wendzin im Kreis Lublinitz, Regierungsbezirk Oppeln